# Oahunukupuu
De oahunukupuu (Hemignathus lucidus) is een zangvogel uit de familie van de vinkachtigen (Fringillidae). Het is een waarschijnlijk reeds uitgestorven, endemische vogelsoort uit Hawaï.

## Kenmerken
De vogel is 14 cm lang. Het is een vogel die lijkt op een honingzuiger maar behoort tot de vinkachtigen. De vogel heeft een dunne, gebogen snavel waarvan de bovensnavel twee keer zo lang is als de ondersnavel. Het mannetje is overwegend geelgroen; de kop en borst zijn goudgeel, naar de buik toe steeds lichter wordend tot wit. De bovendelen zijn donker geelgroen. Het mannetje heeft een donker "masker" rond het oog en een zwarte snavel. Het vrouwtje is doffer, minder contrastrijk gekleurd.

## Verspreiding en leefgebied
Deze uitgestorven soort kwam alleen voor in Hawaï en telde vier ondersoorten:
- H. l. hanapepe van het eiland Kauai.
- H. l. lucidus van het eiland Oahu is al in de 19de eeuw uitgestorven.
- H. l. affinis van het eiland Maui.
- H. l. wilsoni van Akiapolaau.

Het leefgebied van deze vogels was dicht tropisch hellingbos op hoogten tussen de 1450 en 2000 m boven de zeespiegel.

## Status
Er waren van de ondersoorten H. l. hanapepe en H. l. affinis nog onbevestigde waarnemingen uit de periode 1984 tot 1998. Latere pogingen om de vogels te observeren, leverden geen resultaten. Door de introductie van schapen, geiten, runderen en varkens die vrij rondlopen, is het karakter van de hellingbossen sterk veranderd. Uitheemse muggensoorten hebben voor de vogels schadelijke ziekten ingevoerd. Verder speelde waarschijnlijk concurrentie met  ingevoerde vogelsoorten een negatieve rol. Om deze redenen staat dit taxon nu als uitgestorven op de Rode Lijst van de IUCN.